# Dubslaff Christoph von Eickstedt
Dubslaff Christoph von Eickstedt, auch Dubslav oder Dubislaw (* 21. Juni 1588 in Wollin; † 8. September 1644 in Cammin), war herzoglich-pommerscher Hofgerichtsrat, Amtshauptmann und Landrat sowie Domherr zu Cammin.

## Leben
Dubslaff Christoph von Eickstedt besuchte das Pädagogium in Stettin, studierte 1607 kurze Zeit an der Universität Frankfurt (Oder) und ab 1608 für drei Jahre an der Universität Straßburg Rechtswissenschaften. 1618 wurde er Hofgerichtsrat am Hofgericht zu Wolgast. Herzog Philipp Julius ernannte ihn 1619 zum Geheimen Kammer- und Hofrat. Er begleitete den Herzog auf dessen Reise in die Niederlande und nach England. 1620 wurde er Hauptmann des Amtes Barth.
Er gehörte 1623 zu den Zeugen der von Bogislaw XIV. und Philipp Julius abgegebenen Generalbestätigung der Privilegien der Landstände, die von Kaiser Ferdinand II. bestätigt wurde. Nach dem Tod des Herzogs Philipp Julius 1625 diente er dessen Witwe Agnes von Brandenburg bis 1628 als Geheimer Rat.
1632 wurde er Domherr (Scholasticus) des Camminer Domkapitels. Um 1634 wurde er Landrat der Ritterschaft. Am 25. Februar 1634 bezeugte er die Schenkungsurkunde Bogislaws XIV., mit der dieser das Amt Eldena der Universität Greifswald übereignete. Als Kommissar war er bei der Übergabe von Urkunde und Amt an die Professoren der Hochschule anwesend.
Ab 1643 gehörte er einem Ausschuss der Landstände von Pommern-Wolgast an, der mit dem Ausschuss der Landstände von Pommern-Stettin und der schwedischen Regierung in Pommern verhandelte sowie mit den Gesandten Pommerns bei den Friedensverhandlungen in Osnabrück korrespondierte. Sein Nachfolger wurde 1644 Philipp von Horn.

## Familie
Dubslaff Christoph entstammte dem pommerschen Adelsgeschlecht von Eickstedt. Er war der Sohn des Joachim von Eickstedt (1552–1626) und der Ursula von Blanckenburg (* um 1563; † 1602), Tochter des Otto von Blanckenburg auf Wulfshagen und der Ursula von Bredow. Ursula von Blanckenburg war die Witwe des Parum von Platen.
Er war seit 1620 verheiratet mit Anna von Wolde († 28. März 1640), Tochter des Hofrats Henning von Wolde und der Magdalene von Gloeden und Witwe des Philipp von Krakewitz. Die beiden hat drei gemeinsame Söhne und vier Töchter.
Dubslaff Christoph von Eickstedt war Erbherr auf Klempenow, Koblentz und Krugsdorf.